# Gielert
Gielert ist eine Ortsgemeinde im Landkreis Bernkastel-Wittlich in Rheinland-Pfalz. Sie gehört der Verbandsgemeinde Thalfang am Erbeskopf an.

## Geographie
Gielert liegt im Hunsrück zweieinhalb Kilometer nördlich von Thalfang und etwa neun Kilometer südöstlich der Mosel. Ihr Nebenfluss Dhron fließt etwa zwei Kilometer weiter nördlich am Ort vorbei. Gut die Hälfte der Gemarkung ist von Wald bedeckt.
Zu Gielert gehört auch der Wohnplatz Wenigsberger Hof.
Nachbarorte von Gielert sind die Ortsgemeinden Gräfendhron im Norden, Etgert im Osten, Immert im Südosten, Thalfang im Süden und Berglicht im Nordwesten.

## Geschichte
Der Ort war seit dem 12. Jahrhundert Teil der Mark Thalfang. Durch die Wirren der Französischen Revolution kam er 1798 unter französische Herrschaft und wurde damit Teil der Französischen Republik (bis 1804) und anschließend des Französischen Kaiserreichs. Verwaltungstechnisch wurde Gielert der Mairie Talling zugeordnet, die dem Kanton Büdlich im Arrondissement Trier des Saardepartements angehörte. Nach der Niederlage Napoleons wurde die gesamte Region 1815 auf dem Wiener Kongress dem Königreich Preußen zugeordnet. Aus der Marie wurde eine Bürgermeisterei, die 1859 in die Bürgermeisterei Thalfang aufging (ab 1928 Amt Thalfang und ab 1968 Verbandsgemeinde Thalfang).
Als Folge des Ersten Weltkriegs war die gesamte Region dem französischen Abschnitt der Alliierten Rheinlandbesetzung zugeordnet. Nach dem Zweiten Weltkrieg wurde Gielert innerhalb der französischen Besatzungszone Teil des 1946 neu gebildeten Landes Rheinland-Pfalz. Bis zur kommunalen rheinland-pfälzischen Verwaltungsreform von 1969 gehörte der Hunsrückort zum Landkreis Bernkastel.
Einwohnerentwicklung
Die Entwicklung der Einwohnerzahl von Gielert, die Werte von 1871 bis 1987 beruhen auf Volkszählungen:
| Jahr | Einwohner |
| ---- | --------- |
| 1815 | 136       |
| 1835 | 193       |
| 1871 | 187       |
| 1905 | 124       |
| 1939 | 142       |

| Jahr | Einwohner |
| ---- | --------- |
| 1950 | 142       |
| 1961 | 162       |
| 1970 | 156       |
| 1987 | 162       |
| 2005 | 162       |

## Politik

### Gemeinderat
Der Gemeinderat in Gielert besteht aus sechs Ratsmitgliedern, die bei der Kommunalwahl am 9. Juni 2024 in einer Mehrheitswahl gewählt wurden, und dem ehrenamtlichen Ortsbürgermeister als Vorsitzendem.

### Bürgermeister
Jannick Jungbluth wurde am 26. Juni 2023 Ortsbürgermeister von Gielert. Bei der Direktwahl am 11. Juni 2023 war er mit einem Stimmenanteil von 65,3 % gewählt worden. Bei der Direktwahl am 9. Juni 2024 wurde er als einziger Bewerber mit 80,5 % für weitere fünf Jahre wiedergewählt.
Die Vorgänger waren:
- Dieter Räsch: 2019 bis 2023[10][11][12]

- Friedel Hagenburger: 2014 bis 2018[13]

- Gustav Pfeiffer: 1996 bis 2014[14]

### Wappen
| Wappen von Gielert | Blasonierung: „In Grün mit Bogenteilung zum Schildhaupt eine silberne Eiche mit Blattwerk und Wurzeln; Schildhaupt gespalten; vorne in Silber ein rotes Balkenkreuz, hinten in Gold ein blaubewehrter und blaubezungter wachsender roter Löwe“                                      |
| Wappen von Gielert | Wappenbegründung: Das rote Kreuz auf silbernen Grund erinnert an Gielerts Zugehörigkeit zu Kurtrier. Der Löwe bezieht sich auf die Waldgrafschaft, die Eiche im unteren Wappenbereich auf die unter Naturschutz stehenden Eichen, die in der Gemarkung der Gemeinde vorhanden sind. |

## Naturdenkmäler
- Alte Huteeiche in Gielert

Siehe auch Liste der Naturdenkmale in Gielert

## Wirtschaft und Infrastruktur

### Wirtschaft
Gielert ist eine ländliche Wohngemeinde mit Kleingewerbe für den örtlichen Bedarf.
Von August 2020 bis März 2022 wurde der Energiepark Gielert errichtet, der aus zwei Windkraftanlagen und einer Photovoltaik-Freiflächenanlage besteht. Seit Juli 2022 ist der Energiepark mit einer prognostizierten Jahresleistung von 28 Millionen Kilowattstunden am Netz.

### Verkehr
Der Ort liegt an der Landesstraße 155.